# 中土佐町立大野見小学校
中土佐町立大野見小学校（なかとさちょうりつおおのみしょうがっこう）は、高知県高岡郡中土佐町にある公立小学校。

## 沿革

### 経緯
2006年、市町村合併に伴い「大野見村立大野見小学校」から「中土佐町立大野見小学校」に校名を変更。

### 年表
- 1997年  - 坂本教育文化賞受賞[1]
- 2005年 - 2・3年複式学級設置
- 2006年1月1日 - 中土佐町と大野見村との合併により中土佐町立大野見小学校と改称
- 2008年12月 - 中土佐町指定保小中連携教育研究発表会[2]
- 2009年 - 中土佐町立大野見北小学校を統合
- 2009年度 - 文部科学省指定事業「小学校外国語活動推進事業」実践研究校[3]
- 2010年度 - 高知県指定事業「小学校外国語活動推進事業」実践研究校[3]
- 2011年11月24日 - 中土佐町指定保小中連携教育研究発表会[4]

## 教育目標
未来に向かって共に鍛え合う大野見の子ども

## 学校行事
| - 4月 入学式 家庭訪問 - 5月 修学旅行 田植え - 6月 大野見荘との交流 | - 7月 終業式 - 8月 登校日 - 9月 始業式 稲刈り | - 10月 脱穀・もみすり・精米 遠足 - 11月 ロードレース大会 - 12月 終業式 クリスマス集会 | - 1月 始業式 - 2月 スキー教室 一日入学（中学校へ） - 3月 一日入学（保育所から）卒業式 修了式 |

## 通学区域
- 中土佐町

## 進学先中学校
- 中土佐町立大野見中学校